# Altare dei Dodici Dei
L'Altare dei Dodici Dei è un sito archeologico di Atene, in Grecia.
Il monumento si trova nel quartiere di Monastiraki, nel centro della capitale, lungo la linea ferroviaria elettrica Pireo-Kifissia. L'altare fu costruito durante il VI secolo a.C. durante la tirannide dei Pisistratidi, e si colloca nel settore nord-occidentale dell'agorà. La struttura si compone di uno spazio aperto, recintato da un temenos con un altare centrale - dove probabilmente i sacerdoti svolgevano le pratiche rituali in favore delle divinità - circondato da un bosco sacro.
La posizione esatta dell'altare all'interno dell'agorà, non specificata nelle fonti antiche, è stata scoperta attraverso degli scavi nel 1891 e 1934. Due brevi tratti di mura sono stati scoperti nel 1891, durante la costruzione della linea 1 della metropolitana (Atene-Pireo).  Nel 1934 durante scavi condotti dalla Scuola Americana di Studi Classici di Atene nell'Agorà, a sud della ferrovia, è stato scoperto l'angolo sud-ovest di un recinto, che è stato identificato come la prosecuzione delle sezioni di muro scoperte nel 1891. È stata anche scoperta al confine con la parete ovest  una base di statua di marmo pentelico sul fronte della quale c'era l'iscrizione:
"[Λ]έαγρος ∶ ἀνέθεκεν ∶ Γλαύκονος δόδεκα θεοῖσιν"
"Leagros figlio di Glaucone ha dedicato questo ai dodici dèi" 
identificando così il recinto come quello dell'Altare dei Dodici Dei.
Una parte ulteriore dell'altare è stata scoperta dagli archeologi greci nel 2011 quando i binari sono stati temporaneamente rimossi per lavori di manutenzione. Una volta che l'altare fu tornato alla luce, gli archeologi e un gruppo che promuove la rinascita dell'antico politeismo greco hanno depositato ingiunzioni legali per fermare la sostituzione del binari della ferrovia Atene-Pireo. La Suprema Corte Amministrativa della Grecia ha stabilito che le esigenze di trasporto pubblico devono prevalere, e l'altare è stato coperto di nuovo nel mese di agosto 2011.